# 51741 Davidixon
51741 Davidixon è un asteroide della fascia principale. Scoperto nel 2001, presenta un'orbita caratterizzata da un semiasse maggiore pari a 2,8796829 UA e da un'eccentricità di 0,1563781, inclinata di 7,24363° rispetto all'eclittica.
L'asteroide è dedicato all'astronomo statunitense David S. Dixon.